# 李仁人
李仁人（1941年2月10日—），中華民國政治人物，中國國民黨籍，曾任第6-10屆臺北市議員。女兒郭昭巖為現任臺北市議員。

## 相關連結
- 臺北市議會李仁人議員
- 李仁人市議員部落格 （页面存档备份，存于）